# New York State Route 55
New York State Route 55 (NY 55) ist eine State Route im Süden des US-Bundesstaates New York. Sie verläuft von der Grenze zu Pennsylvania am Delaware River in Barryville zur Staatsgrenze nach Connecticut bei Wingdale. Die Straße ist neben der New York State Route 7 die einzige State Route, die den Bundesstaat von Westen nach Osten vollständig durchquert.
Gemeinsam mit der New York State Route 52, deren Verlauf nahezu parallel ist und mit der innerhalb von Liberty ein kurzer gemeinsamer Abschnitt besteht, bildet sie das Rückgrat des innerstaatlichen Verkehrs im Hudson Valley in Ost-West-Richtung. Die Landschaften entlang der Strecke wechseln; vom Farmland und den Wäldern an der Grenze zu Pennsylvania bis hin zum urbanisierten Poughkeepsie führt die Strecke an zwei Trinkwasserspeichern für New York City in den Catskill Mountains vorbei und überquert die Shawangunk Ridge und die Mid-Hudson Bridge.

## Streckenbeschreibung

### Vom Delaware River bis nach Liberty

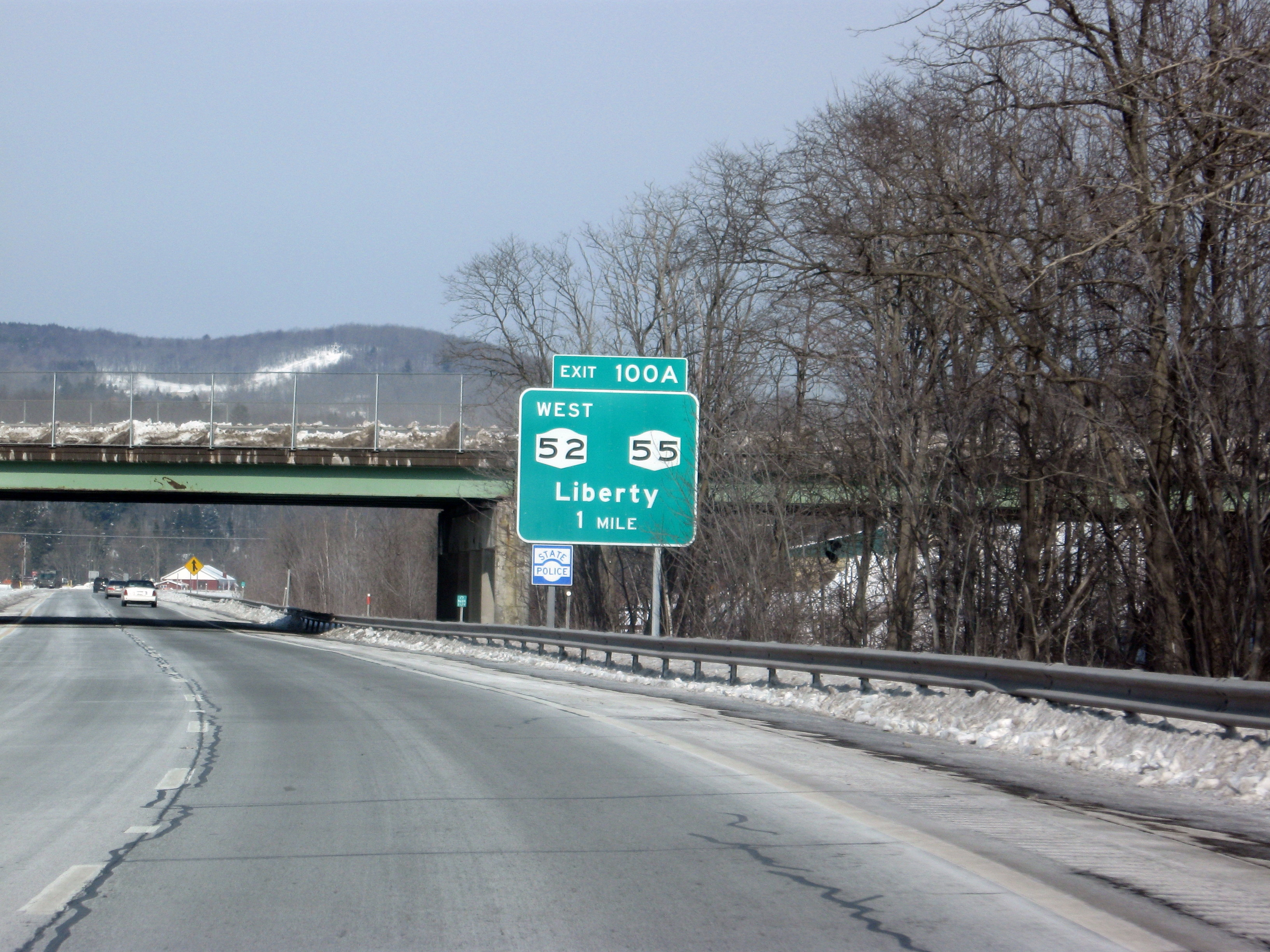
Westwärts gerichtete Abfahrt zu NY 55/NY 52 von der NY 17.

Die NY 55 beginnt an der Barryville–Shohola Bridge über den Delaware River, wo die Pennsylvania State Route 434 in der Shohola Township in Pennsylvania endet und im Süden des Sullivan County auf der New Yorker Seite im Weiler Barryville als NY 55 fortgesetzt wird. Sie kreuzt dort die am Flussufer entlanglaufende New York State Route 97. Von hier an führt die Strecke fast genau nach Norden durch die südwestliche starkbewaldete Ecke des Countys.
Nach dem Passieren des Toronto Reservoirs, der den nahegelegenen Gemeinden dient, erreicht die Strecke die Kreuzung mit der New York State Route 17B in White Lake, etwa 24 km vom Anfangspunkt entfernt. Rund 1,4 km verlaufen NY 55 und NY 17B gemeinsam ostwärts um das Südende des Stausees herum, bevor NY 55 erneut eine nördliche Richtung aufnimmt. Als die Strecke den See hinter sich lässt, führt sie in nordöstlicher durch einen ruhigen Ferienort, Swan Lake und erreicht schließlich nach 17,6 km Liberty.
In Liberty trifft NY 55 auf NY 52, mit der zwei Straßenblock ein gemeinsamer Abschnitt besteht, bevor sie schließlich einen direkteren östlichen Kurs einschlägt und aus der Stadt führt. Bis ins Jahr 2000 erfolgt der Zugang zur New York State Route 17, der künftigen Interstate 86, über die NY 52 oder eine benachbarte Straße, dann wurde mit dem Exit 100A eine Abfahrt gebaut, die den Zugang von der NY 55 zu NY 17 ostwärts ermöglichte.

### Catskill Montains

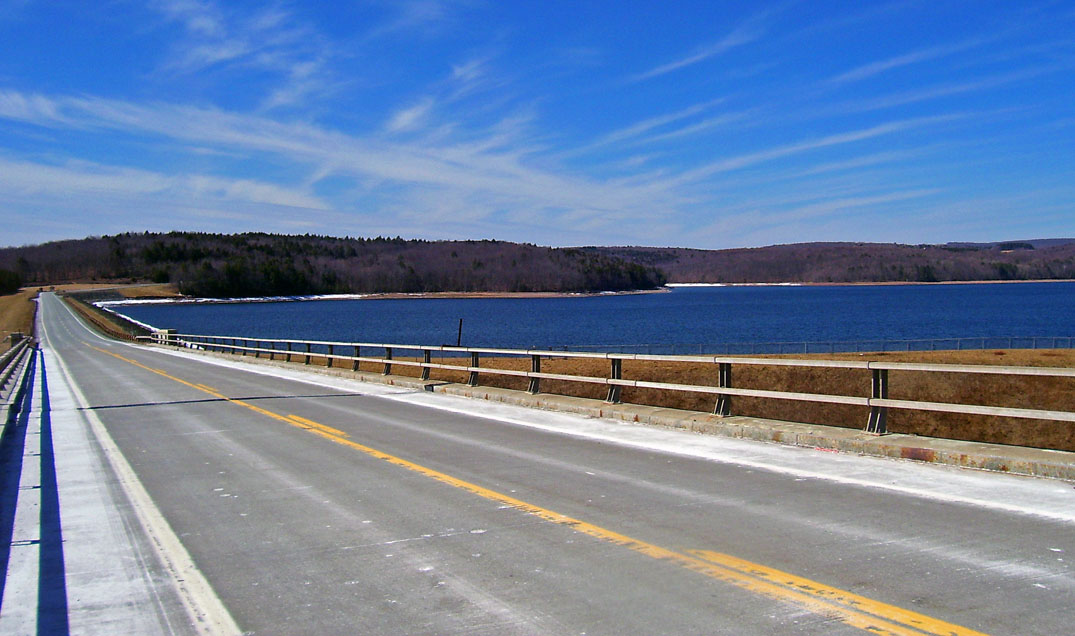
Route 55 am Neversink Reservoir

Hinter Liberty gelangt die Route 55 in eine weniger dicht besiedelte Region des Countys, steigt zum Neversink Reservoir hinauf, wo sie als einzige State Route über den Damm eines Trinkwasserspeichers von New York City hinwegführt. Die Strecke überquert dann die Blue Line in den Catskill Park.

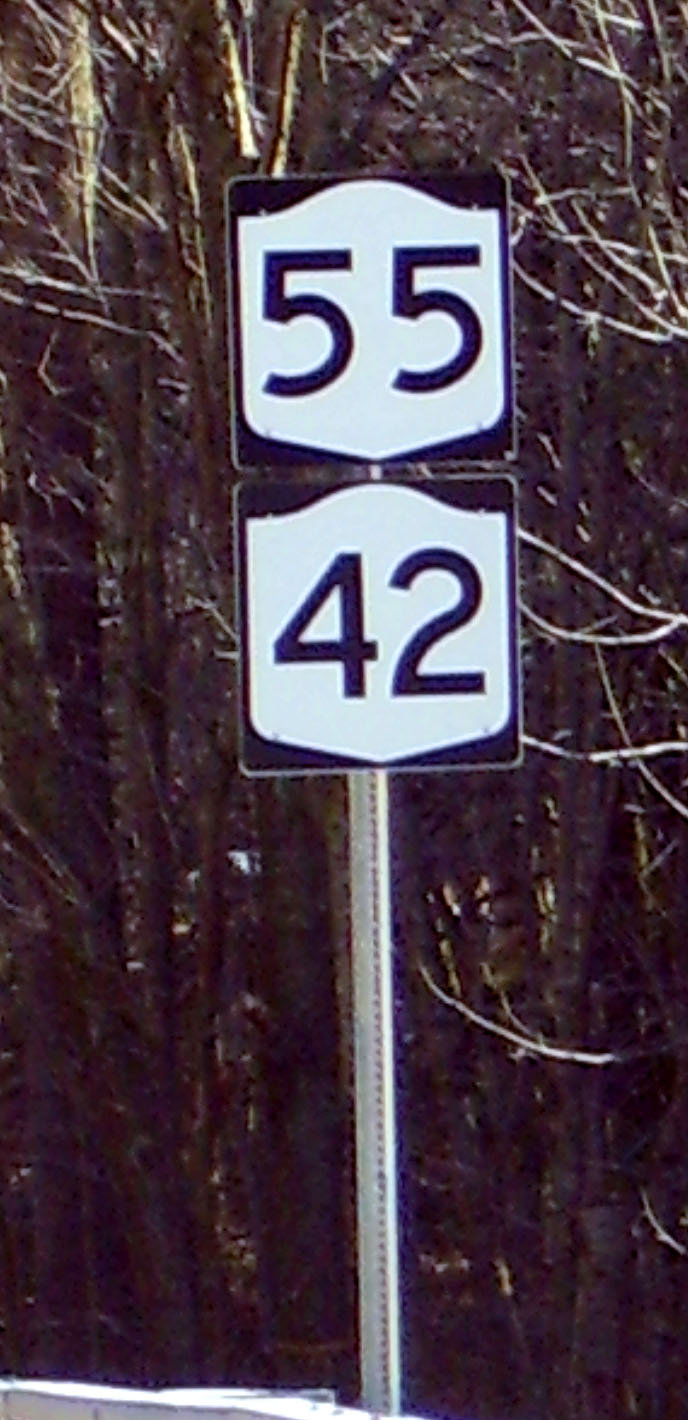
Verkehrsschild der NY 42/NY 55.

Nur kurz davon entfernt mündet die Sullivan County Route 19 von Norden hier ein – die Straße war einst der Mittelabschnitt der New York State Route 42, und tatsächlich finden sich in diesem Bereich nach der Einmündung alte Verkehrsschilder, auf denen die beiden Straßennummern 42 und 55 gemeinsam ausgewiesen sind. In der nächsten Siedlung, dem Weiler Grahamsville, 21 km östlich von Liberty, mündet die derzeitige New York State Route 42 vom Süden her ein.

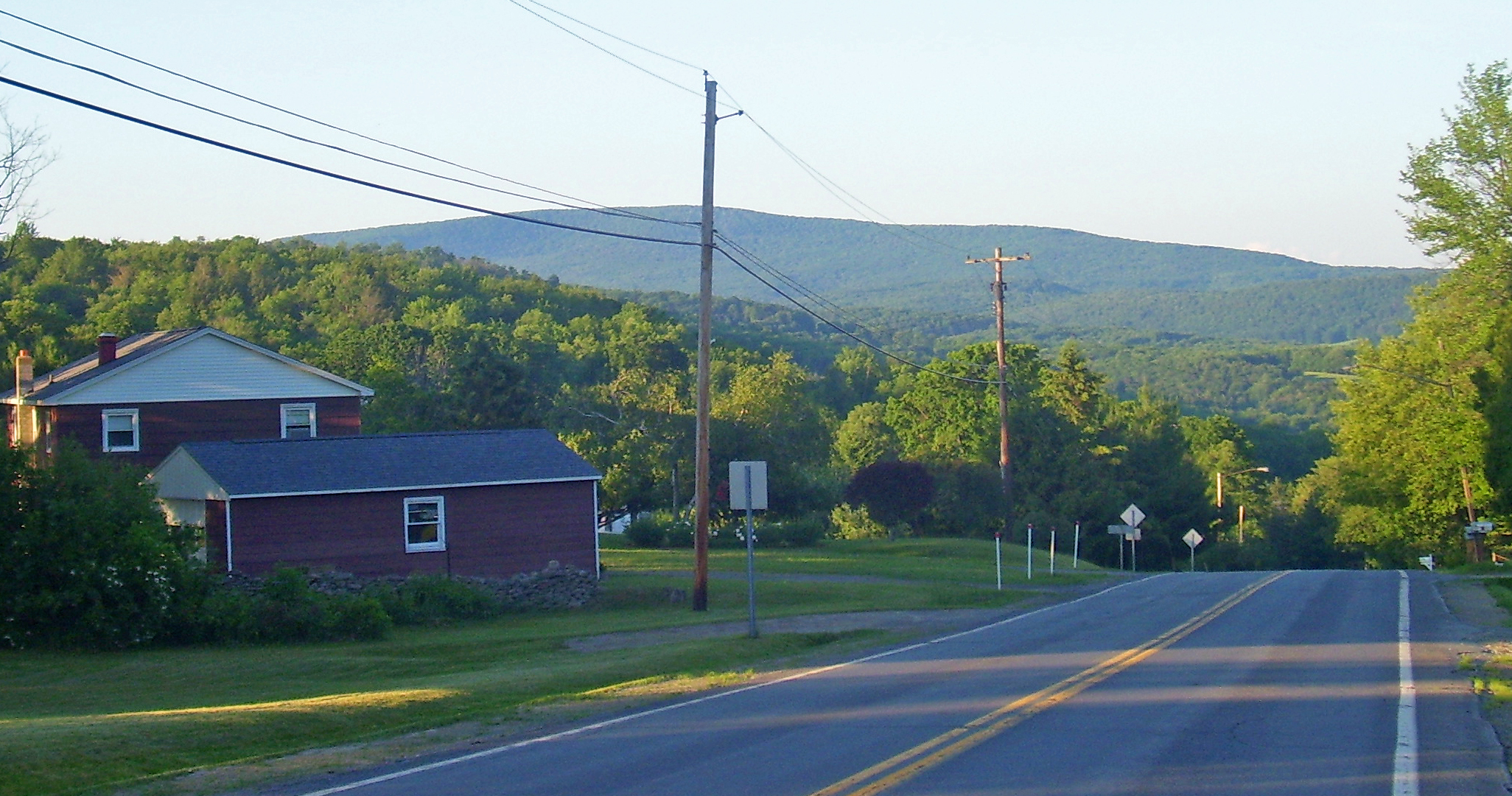
Die Catskills

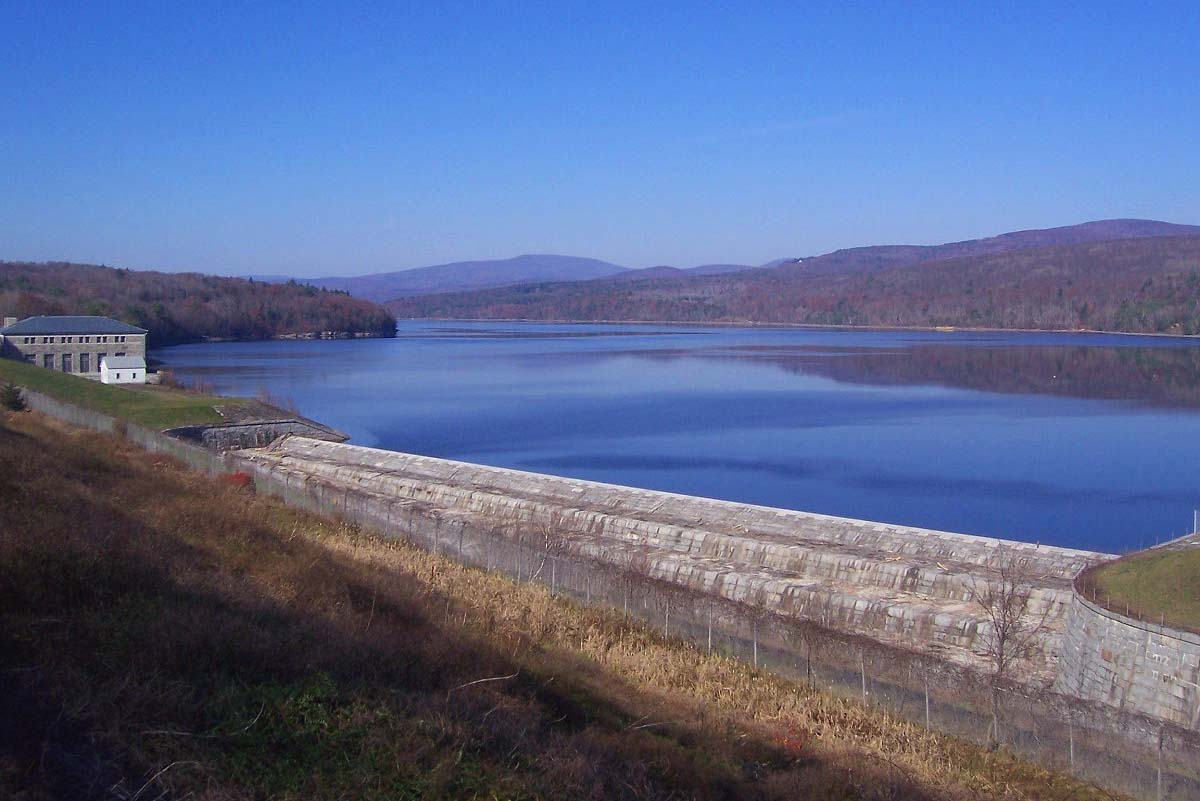
Flutkanal des Rondout Reservoirs von der Route 55 aus.

Der Highway verläuft durch den Grahamsville Historic District und an der Tri-Valley Central School vorbei. Am Rondout Reservoir zweigt die New York State Route 55A ab, um dem nördlichen Ufer zu folgen, während NY 55 über 14,4 km dem Südufer ins Ulster County folgt.
Unweit des Merriman Dams am östlichen Ende des Rondout Reservoirs treffen beide Straßen wieder zusammen. NY 55 führt dann langsam ins Tal hinab und windet sich die nächsten 9 km am Rondout Creek entlang nach Napanoch, wo sie sich mit dem nordostwärts führenden U.S. Highway 209 vereint.

### US 44 und Shawangunks
An einer Tankstelle der Valero Energy Corporation direkt südlich von Kerhonkson, 6,4 km nördlich von Napanoch schwenkt NY 55 erneut ostwärts, gemeinsam mit dem U.S. Highway 44, der an dieser Stelle seinen Anfang nimmt. Beide Highways verlaufen über einen längeren Abschnitt gemeinsam und beginnen hier den Anstieg zur Shawangunk Ridge.
Rund dreieinhalb Kilometer weiter eröffnet sich in einem Abschnitt, in dem die Straße auf einer Seite nur durch eine Steinmauer begrenzt ist, ein weiter Panoramablick nach Nordwesten, der einen großen Bereich der Catskill Mountains abdeckt. Slide Mountain ist der höchste Berg in der Bergkette und etwas weiter im Norden ist Devil's Path in seiner ganzen Pracht sichtbar. Dieses Streckenabschnitt ist mehr als 1500 Meter lang und Rastplätze am Straßenrand ermöglichen es, anzuhalten und den Blick zu genießen.
Der Highway setzt seinen Weg durch die Landschaft aus knorrigen Wäldern und verstreuten Felsen fort, durch die der Norden der Shawangunks gebildet wird. Die Straße führt an der Haupteinfahrt zur Minnewaska State Park Preserve vorbei, der viele Kilometer Wanderwege, Picknickplätze und einen beliebten glazialen See bietet. Die Wälder entlang des Highways wachsen höher im Straßenverlauf, bevor die Parkplätze an der Mohonk Preserve erreicht werde, knapp zwei Kilometer weiter.
Hier an der Ostflanke der Bergkette befinden sich die weißen Klippen, die Wanderer in die Gegend locken. Ein Parkplatz ermöglicht es, stehenzubleiben und einen Blick auf diese Felsen und die sich weit unten erstreckende Landschaft des Hudson Valleys zu werfen.

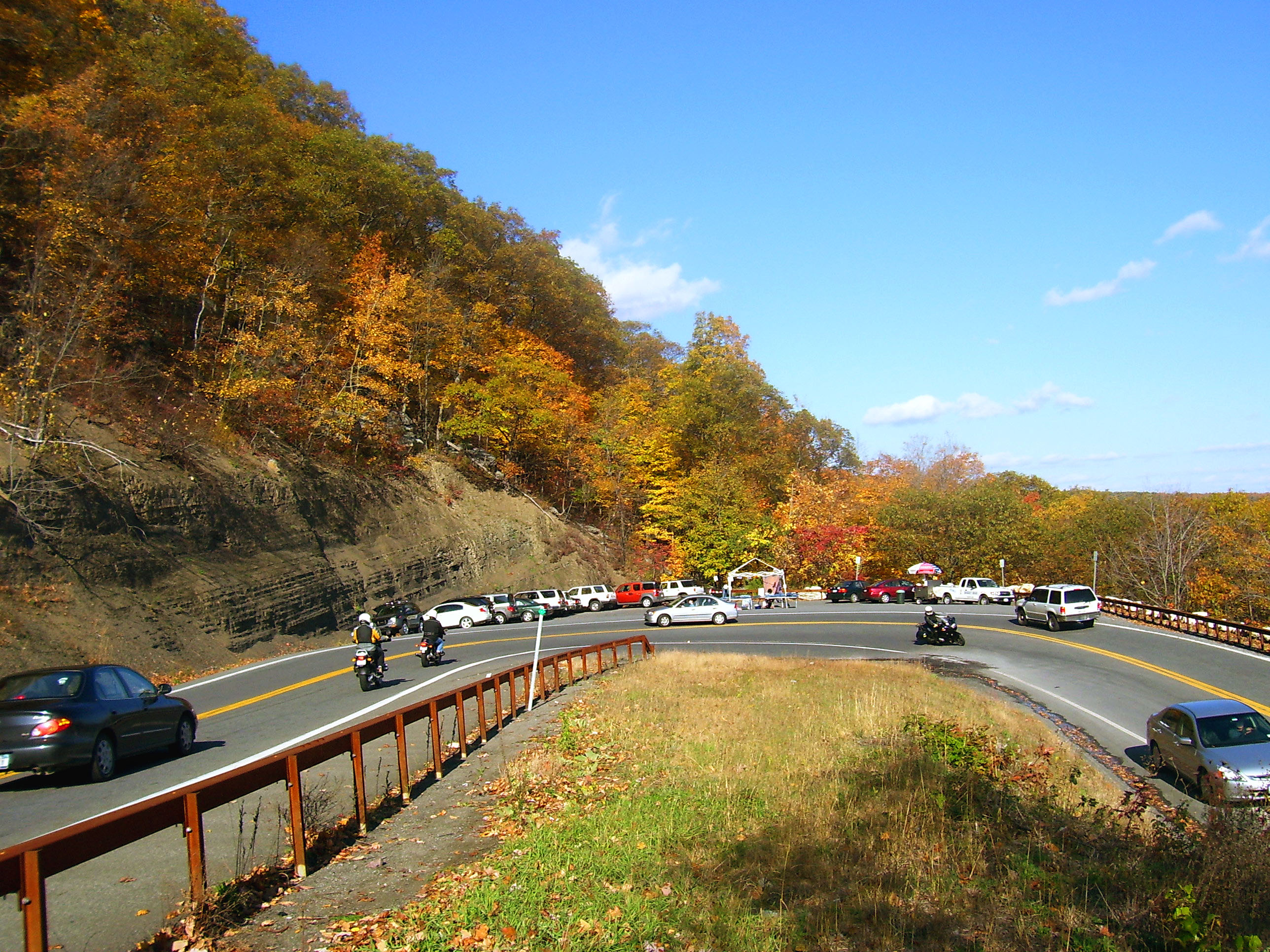
Die Haarnadelkurve in der Nähe der Mohonk Preserve.

Sofort anschließend knickt die Straße ab und fällt steil ab zu einer äußerst engen Haarnadelkurve, an der die ausgeschilderte Höchstgeschwindigkeit 5 Meilen pro Stunde (rund 8 km/h) beträgt. Diese Kurve wurde fälschlicherweise als die Stelle des schweren Motorradunfalles bezeichnet wurde, bei dem 1966 Bob Dylan verletzt wurde.

### Hudson Valley
Unterhalb der Kurve, nachdem der Highway am Besucherzentrum der Mohonk Preserve verobeiführte, zweigt New York State Route 299 ostwärts in Richtung New Paltz ab. US 44/NY 55 setzen den Weg nach Süden fort, kehren aber wieder auf einen östlicheren Kurs zurück, überqueren den Wallkill River und führen durch das ruhige Gardiner und kreuzen die New York State Route 208, rund 1500 m östlich des Weilers an einer Kreuzung, die unter dem Namen Ireland Corners bekannt ist.

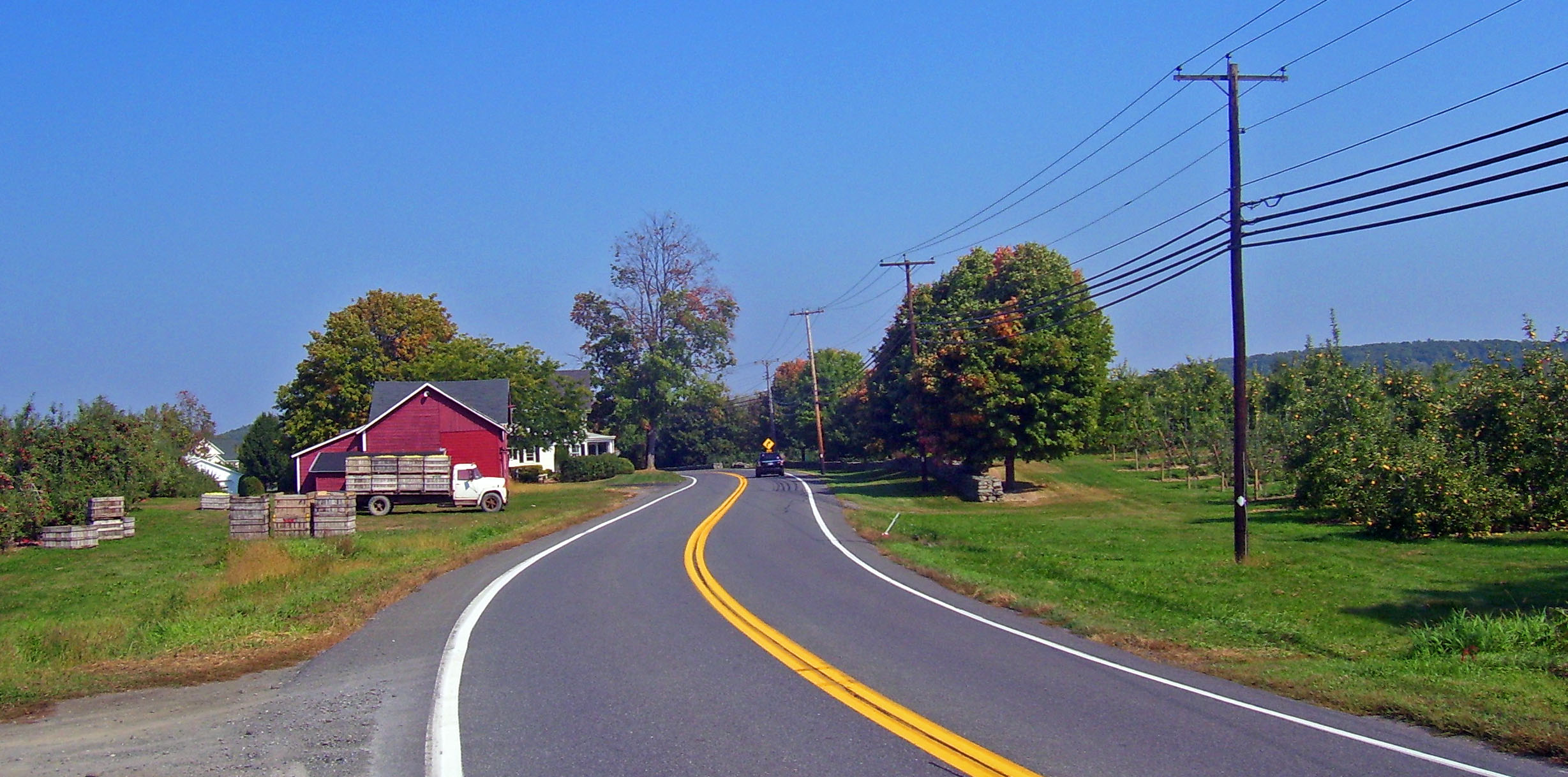
Apfelplantagen zwischen Ardonia und Clintondale.

Von da an windet sich die Straße durch das Farmland und die Apfelplantagen in dieser Region, unterquert den New York State Thruway zwischen den Weilern Modena und Ardonia. Es gibt keine direkte Auffahrt, weiter östlich besteht jedoch eine Zufahrtsmöglichkeit über die New York State Route 299. In Modena kreuzt NY 55 die New York State Route 32, eine Haupt-Nord-Süd-Verbindung am Hudson River.
Östlich von Modena beginnt die Straße durch Clintondale hindurch zu dem glazial  entstandenen Rücken zu steigen, der das Gebiet vom Fluss trennt. Eine kurze Abfahrt im weiteren Streckenverlauf führt nach weiteren drei Kilometern hinunter nach Highland, einer kleinen uninkorporierten Siedlung direkt gegenüber von Poughkeepsie. Direkt nach dem Ort macht die Strecke eine Kurve, um sich mit dem nach Süden führenden U.S. Highway 9W zu verbinden. Über rund eineinhalb Kilometer verlaufen die Highways bis zur Auffahrt zur Mautstelle der Mid-Hudson Bridge gemeinsam an Tankstellen und Fast-Food-Restaurants vorbei.

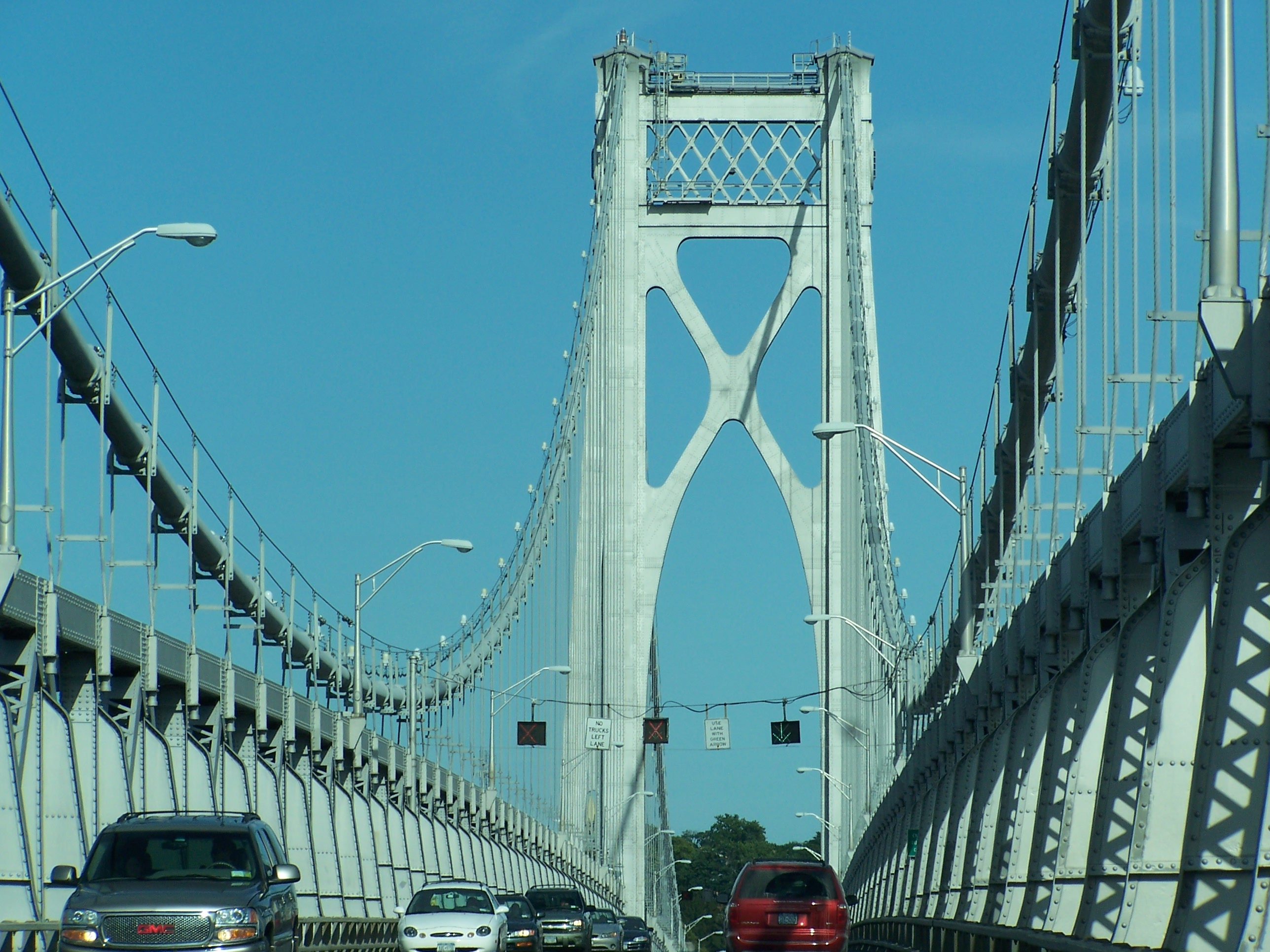
Die Mid-Hudson Bridge, Blick ostwärts.

### Poughkeepsie
Die Straße führt dann hinunter und knickt nach Süden ab. In einem tiefen Felseinschnitt führt sie zur Brücke, die sie ostwärts überquert. Direkt nach Erreichen der Stadtgrenzen führen Auffahrten zum autobahnähnlichen U.S. Highway 9, der am Fluss entlang verläuft und zum nahegelegenen Bahnhof.

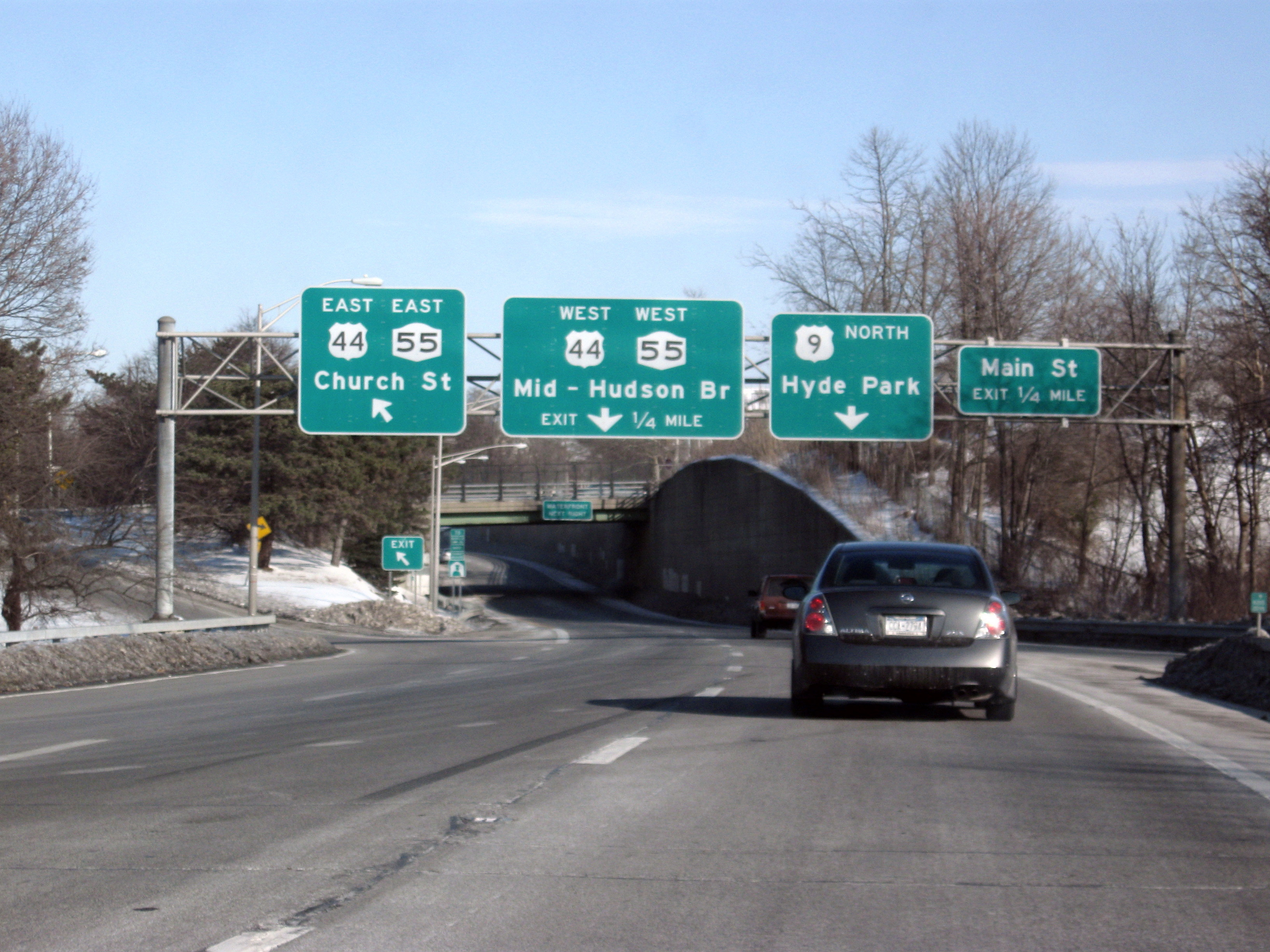
Abfahrt zu US 44/NY 55 (Mid-Hudson Bridge) vom US 9.

In Poughkeepsie, wo NY 44 und NY 55 die Hauptstraßen bilden, teilen sich beide Highways, wobei die eine Strecke den westwärts gerichteten Verkehr und die andere den Verkehr nach Osten aufnimmt. Im Ostteil der Stadt verlaufen beide Strecken zwischen der Kreuzung mit der New York State Route 376 und dem Vassar College noch einmal gemeinsam, dann trennen sie sich endgültig.
Vor dem Bau der Ost-West-Durchfahrt in den 1970er Jahren folgten NY 44 und NY 55 der Church Street bis zur Kreuzung mit der Main Street und dann auf dieser ostwärts in die Außenbezirke der Stadt, wo sich die beiden Strecken gabelten.

### Dutchess County
Nach der Trennung beider Strecken verläuft NY 55 zunächst ostwärts über LaGrange und der Verbindung mit dem Taconic State Parkway zur New York State Route 82 bei Billings. Ab dort folgt der Highway einer eher südöstlichen Richtung.
Sie führt so zum östlichen Endpunkt der New York State Route 216 in Poughquag und dann in das Hügelland der Town of Beekman, wo die Strecke der Appalachian Trail kreuzt und sich das Nordende der New York State Route 292 befindet. Die Strecke führt dann hinunter in das Harlem Valley und erreicht direkt südlich von Pawling die New York State Route 22.
Anstelle an dieser Hauptverbindung in Nord-Süd-Richtung zu enden, folgt NY 55 der Strecke für etwa elf Kilometer und biegt in Webutuck nach Osten ab. Von dort windet sich NY 55 zur Staatsgrenze nach Connecticut, die sie nach fünf Kilometern erreicht. Von dort führt der Highway als Connecticut State Route 55 noch vier Kilometer ostwärts und endet an der Kreuzung mit dem U.S. Highway 7.

## Geschichte

### Farmers’ Turnpike
Zwischen der Kreuzung mit der Ulster County Route 7 westlich von Gardiner und U.S Highway 9W folgt US 44/NY 55 dem sogenannten Farmers’ Turnpike, der im März 1808 von einem privatrechtlichen Unternehmen erbaut wurde, um den Transport landwirtschaftlicher Güter aus dem Gebiet um Gardiner und den Verladeanlagen am Hudson River in Milton zu erleichtern.
Zu jener Zeit folgte die Strecke dem nördlichen Abschnitt der Albany Post Road (Ulster County Route 9) über den Shawangunk Kill und dann an dessen südlichem Ufer zur Furt am Wallkill direkt südlich des Zusammenflusses.

### Früherer Verlauf
Der Teilabschnitt zwischen Pawling und Wingdale war 1924 Bestandteil der New York State Route 22. 1926 wurde der kurze Abschnitt zwischen der heutigen New York State Route 216 und New York State Route 292 bei Poughquag als Teil der damaligen State Route 39 beschildert. Der Rest der heutige Strecke war bis zur Neunummerierung 1930 keine State Route.
Bei der Streckenneunummerierung wurde die New York State Route 55 in ihrem heutigen Verlauf festgelegt, mit Ausnahme von geringeren Änderungen östlich von Poughquag, zwischen der New York State Route 97 in Barryville und der State Route 22 in Pawling. Die Strecke wurde vor 1935 entlang der NY 22 nach Wingdale und ostwärts bis nach Connecticut erweitert.

## NY 55A
Die New York State Route 55A ist eine 15,3 km lange Alternativroute am nördlichen Ufer des Rondout Reservoirs zwischen Grahamsville und Napanoch.